# خوسيه مالدونادو غونزاليس
خوسيه مالدونادو غونزاليس (بالإسبانية: José Maldonado González)‏ هو سياسي إسباني، ولد في 1901 في تينيو في إسبانيا، وتوفي في 11 فبراير 1985 في أوفييدو في إسبانيا. حزبياً، نشط في Radical Socialist Republican Party ‏. وقد انتخب عضو مجلس النواب الإسباني ‏.